# ニュースとやま845
『ニュースとやま845』（ニュースとやまはちよんご）は、NHK富山で放送されている富山県内向けの『NHKニュース』のローカルニュース番組である。

## 放送時間
- 月曜日 - 金曜日 20:45 - 21:00 （JST）
  - 祝日・年末年始は放送休止し、20:55 - 21:00に「ニュース・気象情報（東海・北陸）」（名古屋発）を5分間放送する（12月31日を除く）。
  - 2018年度以降、平日でもお盆など特別編成時によっては放送休止し、代わりに名古屋から「ニュース845 東海・北陸」を放送する。ただし、2023年5月1日・2日の大型連休と2025年4月28日・30日 - 5月2日の大型連休は石川県・福井県ともにネット受けせず本番組を放送した（東海3県・静岡県のみで放送）。
  - また、2024年12月23日はネット受けせず、本番組を放送した。

## 主な内容
- 富山県内のニュース
- 気象情報

## キャスター
- 主にNHK富山放送局の契約キャスター（武田祐季、藤麻理亜、井上瑠菜）が原則として交替で担当している[2]。